# Demokratyczna Republika Konga na Letnich Igrzyskach Olimpijskich 2012
Demokratyczną Republikę Konga na Letnich Igrzyskach Olimpijskich 2012, które odbyły się w Londynie, reprezentowało 4 zawodników.
Był to dziewiąty start reprezentacji DR Konga na letnich igrzyskach olimpijskich.

## Reprezentanci

### Boks
Mężczyźni
| Zawodnik    | Konkurencja               | 1/16             | 1/8              | Ćwierćfinały     | Półfinały        | Finał            | Finał   |
| Zawodnik    | Konkurencja               | Przeciwnik Wynik | Przeciwnik Wynik | Przeciwnik Wynik | Przeciwnik Wynik | Przeciwnik Wynik | Pozycja |
| ----------- | ------------------------- | ---------------- | ---------------- | ---------------- | ---------------- | ---------------- | ------- |
| Meji Mwamba | Superciężka (ponad 91 kg) | —                | Məcidov P (SPW)  | NQ               | NQ               | NQ               | NQ      |

### Judo
Mężczyźni
| Zawodnik        | Konkurencja | 1/16                  | 1/8              | Ćwierćfinał      | Półfinał         | Repasaż 1        | Repasaż 2        | Finał   | Finał   |
| Zawodnik        | Konkurencja | Przeciwnik Wynik      | Przeciwnik Wynik | Przeciwnik Wynik | Przeciwnik Wynik | Przeciwnik Wynik | Przeciwnik Wynik | Miejsce | Miejsce |
| --------------- | ----------- | --------------------- | ---------------- | ---------------- | ---------------- | ---------------- | ---------------- | ------- | ------- |
| Cedric Mandembo | + 100 kg    | Michajlin P 0000-0100 | NQ               | NQ               | NQ               | NQ               | NQ               | NQ      | NQ      |

### Lekkoatletyka
Mężczyźni
| Zawodnik            | Konkurencja | Eliminacje | Eliminacje | Ćwierćfinał | Ćwierćfinał | Półfinał | Półfinał | Finał | Finał   |
| Zawodnik            | Konkurencja | Wynik      | Miejsce    | Wynik       | Miejsce     | Wynik    | Miejsce  | Wynik | Miejsce |
| ------------------- | ----------- | ---------- | ---------- | ----------- | ----------- | -------- | -------- | ----- | ------- |
| Ilunga Mande Zatara | Maraton     | —          | —          | —           | —           | —        | —        | DNF   | DNF     |

Kobiety
| Zawodniczka            | Konkurencja | Eliminacje | Eliminacje | Ćwierćfinał | Ćwierćfinał | Półfinał | Półfinał | Finał | Finał   |
| Zawodniczka            | Konkurencja | Wynik      | Miejsce    | Wynik       | Miejsce     | Wynik    | Miejsce  | Wynik | Miejsce |
| ---------------------- | ----------- | ---------- | ---------- | ----------- | ----------- | -------- | -------- | ----- | ------- |
| Chancel Ilunga Sankuru | 1500 m      | 5:05.25    | 44.        | —           | —           | NQ       | NQ       | NQ    | NQ      |